# O Pesadelo (Füssli)
O Pesadelo (inglês: The Nightmare) é uma pintura a óleo do pintor anglo-suíço Johann Heinrich Füssli datada de 1781. Desde que foi realizada, é o trabalho mais conhecido de Fuseli. Exibido pela primeira vez em 1782 na Academia Real Inglesa, a imagem tornou-se famosa; uma versão em gravura foi amplamente divulgada e a pintura foi alvo da sátira política. Devido à sua fama, Fuseli pintou pelo menos mais três versões desta pintura.
As interpretações feitas de O Pesadelo tiveram várias versões. A tela aparenta retratar em simultâneo uma mulher a sonhar e o contexto do seu sonho. O Íncubo e a cabeça de cavalo referem-se à crença e ao folclore contemporâneos sobre os pesadelos, mas têm recebidos outros significados mais específos por alguns teóricos. Críticos contemporâneos foram surpreendidos pela sexualidade explícita da pintura, a qual tem sido interpretada por alguns académicos como uma antecipação das ideias freudianas acerca do inconsciente.
A variação entre tons claros e escuros, a dramaticidade e a expressividade da cena representada (enfatizada pela difusão das cores) e a subjetividade são características que fazem este quadro pertencer ao período do Pré-romantismo.